# Generator cuantic
Generatorul cuantic este un generator de radiații electromagnetice din domeniul optic (laser), infraroșu (iraser) sau al microundelor (maser), care se bazează pe fenomenul de emisie stimulată a radiației. Constă în dezexcitarea atomilor prin tranziția dintr-o stare energetică superioară, atinsă în urma interacției rezonante cu o anumită radiație incidentă, în starea fundamentală.